# Episodi di Tom Story
La serie animata Tom Story, giunta in Italia anche con il titolo di Le avventure di Tom Sawyer è stata prodotta nel 1980 dalla Nippon Animation in 49 episodi e fa parte del progetto World Masterpiece Theater (Sekai Meisaku Gekijo).

## Elenco episodi
| Nº | Titolo italiano Giapponese 「Kanji」 - Rōmaji | In onda           | In onda           |
| Nº | Titolo italiano Giapponese 「Kanji」 - Rōmaji | Giapponese        | Italiano          |
| 1  | Tom, Huck e il maiale selvatico 「トムとハックとブタ騒動」 - tomu to hakku to buta sōdō | 6 gennaio 1980    | 2 novembre 1981   |
| 1  | Huck, durante le sue perlustrazioni del territorio boschivo circostante il villaggio, incappa in un maiale selvatico e tenta pertanto di catturarlo, ma inutilmente. È solamente con l'aiuto dell'amico Tom - scappato per l'occasione di nascosto da scuola - che finalmente l'animale viene catturato, grazie all'utilizzo di una trappola appositamente preparata; ma improvvisamente scappa e rifugiandosi su un battello a vapore del Mississippi che aveva attraccato proprio in quel momento. I due ragazzi si precipitano sul piroscafo facendolo piombare nel caos più totale. La zia Polly dovrà scusarsi a lungo con i marinai per i danni causati dal nipote e da Huck. |                   |                   |
| 2  | Che bello dipingere! 「ごきげんなペンキ塗り」 - gokigenna penki nuri | 13 gennaio 1980   | 3 novembre 1981   |
| 2  | Per punizione zia Polly impone a Tom di ridipingere la staccionata che si trova davanti alla casa. Tom inizia il lavoro di malavoglia, inizialmente canzonato dagli amici, ma in un breve lasso di tempo riesce a volgere la situazione a proprio favore convincendo tutti i compagni che non si tratta di lavoro, bensì di autentico divertimento. Pian piano tutti i ragazzi del villaggio arrivano a pagarlo con i piccoli tesori in loro possesso (una biglia, una mela, ecc.) per poter pitturare anche solo un breve tratto di palizzata. È una zia Polly molto meravigliata e favorevolmente sorpresa quella che alla fine della giornata osserva il lavoro che crede abbia compiuto Tom: forse il nipote è in fondo un bravo ragazzo, migliore di quel che sembra a prima vista. |                   |                   |
| 3  | Tom si innamora a prima vista 「トム一目ぼれをする」 - tomu ichimoku borewosuru | 20 gennaio 1980   | 4 novembre 1981   |
| 3  | Mary, la cugina più grande di Tom che studia in convento, ritorna a casa dopo un lungo mese di assenza. Sua madre Polly, Tom ed il fratellino Sid sono sulla banchina del molo per attenderla quando dal piroscafo scende anche la famiglia del nuovo giudice: Tom rimane incantato alla vista della piccola Becky, forse è un colpo di fulmine. Nel pomeriggio il ragazzo si dirige davanti alla villetta del giudice e si mette in mostra facendo strane acrobazie e capriole, il tutto per stupire e divertire Becky. La ragazzina, che vede tutto dalla finestra della sua cameretta, gli regala infine un fiore gettandoglielo in cortile. Quella sera Tom torna per portarle dei fiori ma viene cacciato dal cane della ragazza; tuttavia, sentendo la conversazione tra lei e il padre, riesce a scoprire il suo nome. |                   |                   |
| 4  | La formula magica del vecchio Sam 「サムじいさんのおまじない」 - samu jiisannoomajinai | 27 gennaio 1980   | 5 novembre 1981   |
| 4  | È domenica e, per la prima volta nella sua giovane vita, Tom è impaziente ed entusiasta di andare in chiesa, perché sa che avrà finalmente occasione di incontrare nuovamente la sua cara Becky; purtroppo però rimane deluso perché la ragazzina sembra non riconoscerlo. Tom ora è disperato e quella stessa sera assieme ad Huck va a trovare il vecchio Sam, abile a raccontare storie "di paura". Dopo una serata passata ad ascoltare storie di fantasmi e vampiri, Sam rivela a Tom la formula magica che permette di esaudire tutti i desideri: occorre pronunciare ad alta voce il desiderio per cento volte tenendo la luna alle spalle, senza parlare con nessun altro. Tom ha un solo desiderio, quello cioè che Becky diventi sua amica, ma riesce a pronunciare la formula solo per novantanove volte, prima di essere interrotto dal fratello e dalla zia, assai preoccupati per il suo comportamento. |                   |                   |
| 5  | Una bambina di nome Becky 「恋は異なもの味なもの」 - koha kotona mono aji namono | 3 febbraio 1980   | 6 novembre 1981   |
| 5  | Il giorno dopo Tom promette ad Huck, che fino ad allora ha vissuto all'interno di una grande botte, di aiutarlo a costruirsi una casetta sulla cima di un albero, all'ingresso del bosco; ma a scuola ecco che finalmente Becky lo riconosce e lo invita a casa sua per il tè del pomeriggio. Tom è felicissimo e si dimentica così della promessa precedentemente fatta all'amico. |                   |                   |
| 6  | Huck e la casa sull'albero 「ハックの家づくり」 - hakku no ie dukuri | 10 febbraio 1980  | 9 novembre 1981   |
| 6  | Tom passa il pomeriggio a casa di Becky e quando Huck la sera tardi va di nascosto a casa sua per rimproverarlo, Tom per farsi perdonare gli regala tutti i dolcetti che gli aveva dato Becky e che lui sognava di mangiare a sazietà. Passano i giorni e Tom, che si sente in colpa, deve aiutare Huck ed è quindi costretto a rinunciare all'ennesimo invito per il tè di Becky raccontandole una frottola: gli dice che la zia è molto malata e lui non può uscire di casa perché deve assisterla. In realtà Tom sta costruendo la casa sull'albero anche per Becky perché vuole farle una sorpresa e quando la ragazzina scopre il suo inganno Tom, per farsi perdonare, le fa ammirare il meraviglioso panorama dell'immenso fiume Mississippi che si può vedere nella sua interezza soltanto dalla nuova casa di Huck sulla cima all'albero. |                   |                   |
| 7  | Il rivale di Tom 「ライバル登場」 - raibaru tōjō | 17 febbraio 1980  | 10 novembre 1981  |
| 7  | Tom si trova a litigare in mezzo alla strada con Alfred, un bambino di famiglia ricca appena giunto dalla città, e lo sfida a "duello". Si danno appuntamento in un luogo appartato in riva al fiume, ognuno accompagnato da un compare (Tom sceglie ovviamente Huck); Alfred è un campione nella lotta ma Tom è molto coraggioso e la sfida lungamente combattuta finisce alla pari. Al ritorno si sfiora però la tragedia: la barchetta che Tom, Alfred e i due "testimoni" del duello stavano usando per attraversare il grande fiume, comincia improvvisamente e con rapidità ad affondare; Tom coraggiosamente salva Alfred da sicuro annegamento, in quanto il ragazzino non è capace di nuotare e i due fanno pace. |                   |                   |
| 8  | L'avventura sulla nave 「あこがれの蒸気船」 - akogareno jōkisen | 24 febbraio 1980  | 11 novembre 1981  |
| 8  | Tom ed Huck salgono nottetempo senza farsi notare a bordo del "River Queen", un grande piroscafo di oltre cinquanta metri che sta risalendo il Mississippi; ma la nave riparte senza che loro riescano a scendere e i due rimangono così bloccati a bordo. Vengono scoperti quando il battello a vapore è oramai molto lontano dal loro villaggio e, per non essere catturati, sono costretti a tuffarsi nell'acqua gelida e a ritornare indietro grazie al fortunato incontro con una zattera di boscaioli di passaggio. Il giorno dopo Tom racconterà con orgoglio ai compagni di classe la propria avventura, diventando di fatto l'eroe del giorno di tutta la scuola. |                   |                   |
| 9  | I bambini di zia Polly 「ポリーおばさんの子供たち」 - pori obasanno kodomo tachi | 2 marzo 1980      | 12 novembre 1981  |
| 9  | Zia Polly è stanca delle marachelle di Tom e con la complicità del dottor Mitchell, della figlia Mary e di Sid, finge di essere gravemente malata per convincere il monello a comportarsi bene in modo da poterla lasciare morire in pace. Tom in quel momento si rende conto di quanto zia Polly sia importante per lui e di voler bene alla vecchia zia come ad una madre. No, non le avrebbe mai ubbidito, non le avrebbe permesso di morire serenamente, costringendola così a vivere per sempre. |                   |                   |
| 10 | Muf l'ubriacone 「村の嫌われ者」 - mura no kirawa re mono | 9 marzo 1980      | 13 novembre 1981  |
| 10 | Tom ed Huck scorgono Muff l'ubriacone alla deriva su di una barchetta e lo salvano. Per sdebitarsi l'uomo rivela loro dell'esistenza di un tesoro dei pirati nascosto da qualche parte. Huck non crede alla storia, ma Tom sì, e anche il terribile indiano Joe che scopre per caso la cosa, pare sia molto interessato. |                   |                   |
| 11 | Il tesoro dei pirati 「海賊の宝」 - kaizoku no takara | 16 marzo 1980     | 16 novembre 1981  |
| 11 | Tom prima di entrare in classe si trova a giocare con Becky, ma il maestro fraintende e crede che il ragazzo le stia facendo i dispetti. Solamente l'intervento del direttore, allertato da Sid che ha visto tutto, salva Tom da una grossa dose di bacchettate. Il pomeriggio Tom ed Huck decidono che avrebbero cercato il tesoro di notte, per evitare di essere sorpresi dall'indiano Joe. |                   |                   |
| 12 | Il turbamento di Becky 「ベッキー・サッチャー怒る」 - bekki. saccha ikaru | 23 marzo 1980     | 17 novembre 1981  |
| 12 | Tom dopo una lunga notte di lavoro per scavare e cercare il tesoro, la mattina non riesce a stare sveglio, tanto che il maestro lo punisce per l'ennesima volta. Il pomeriggio, durante una passeggiata, Tom propone a Becky di "fidanzarsi" con lui e lei acconsente. Ma quando la ragazzina scopre che Tom, prima che lei arrivasse in paese, era "fidanzato" con Emmy Lawrence, si infuria e non vuole più parlare con lui. Tom non si dà pace e da quel giorno smette perfino di cercare il tesoro dei pirati: è talmente triste che non gli va più di giocare. |                   |                   |
| 13 | Voglio fare il pirata 「海賊になるんだ」 - kaizoku ninarunda | 30 marzo 1980     | 18 novembre 1981  |
| 13 | Becky continua a non rivolgere la parola a Tom e lui è disperato. Inoltre si sente incompreso da tutti, soprattutto dalla zia quindi decide di scappare di casa e diventare un pirata. La notte stessa, assieme ad Huck ed a Ben, un altro suo amico, partono in zattera per l'isola Jackson, un'isoletta al centro del fiume, per iniziare una nuova avventura. |                   |                   |
| 14 | I pirati non vanno a scuola 「海賊には学校はない」 - kaizoku niha gakkō hanai | 6 aprile 1980     | 23 novembre 1981  |
| 14 | Zia Polly e il padre di Ben cercano inutilmente i ragazzi, che si stanno invece divertendo sull'isola. Arriva un grande temporale, il fiume si ingrossa, la zattera rompe gli ormeggi e i ragazzi si ritrovano quindi bloccati sull'isoletta: anche se i "pirati" non devono far vedere di avere paura, Tom la sera comincia ad avere nostalgia di Becky, che nel frattempo sta pensando di essere la causa della sua fuga. La zattera viene ritrovata dal padre di Ben semidistrutta sugli scogli e nel villaggio ormai si pensa al peggio. |                   |                   |
| 15 | Avventura! Avventura! 「冒険・冒険また冒険」 - bōken. bōken mata bōken | 13 aprile 1980    | 24 novembre 1981  |
| 15 | Il giorno dopo un battello solca il fiume per ricercare i cadaveri dei ragazzi che gli abitanti del villaggio pensano siano annegati nel fiume. Tom, Huck e Ben vedono tutto nascosti sull'isola e Tom pensa di arrivare di nascosto a riva a nuoto al villaggio di notte per sentire cosa la gente dice di loro. Dopo aver promesso agli amici che sarebbe ritornato, attraversa il fiume e raggiunge di nascosto casa sua. Sentendo la disperazione della zia che ormai sta preparando il funerale per la domenica successiva, vorrebbe correre ad abbracciarla per farle sapere che era vivo, ma non vuole tradire la parola data e ritorna sull'isola. |                   |                   |
| 16 | Il funerale dei pirati 「トム・ソーヤーの葬式」 - tomu. soya no sōshiki | 20 aprile 1980    | 25 novembre 1981  |
| 16 | Ben ed Huck sono stanchi, ma Tom li convince ad aspettare la domenica. Durante il funerale con tutti gli abitanti del villaggio raccolti in chiesa, i tre ragazzi fanno il loro ingresso scatenando un incredibile putiferio. Mai funerale ebbe conclusione più allegra. |                   |                   |
| 17 | Una giornata sfortunata 「運の悪い日」 - hakono warui nichi | 27 aprile 1980    | 26 novembre 1981  |
| 17 | Per i compagni di classe Ben e Tom sono diventati due eroi e non smettono più di raccontare le loro avventure sull'isola. Becky nonostante non rivolga la parola a Tom, è gelosa che lui parli con le altre ragazze e quando vede che Charly di nascosto imbratta il libro di Tom con l'inchiostro, non dice nulla e tace anche quando il maestro punisce l'incolpevole Tom con trenta frustate per avere rovinato il libro. La sera però Becky piange disperata per la sua azione cattiva. |                   |                   |
| 18 | Tom e Becky fanno la pace 「痛い仲直り」 - itai nakanaori | 4 maggio 1980     | 27 novembre 1981  |
| 18 | La coscienza di Becky non le dà tregua e la ragazzina decide di raccontare a tutti la verità sul libro imbrattato. Charly a questo punto per evitare guai è costretto a confessare tutto a Tom che lo perdona. Intanto Becky, incuriosita dal libro che il maestro studia da qualche tempo quando ha un momento libero, apre il cassetto dove era stato riposto e involontariamente strappa una pagina. La ragazzina è terrorizzata perché sa di avere rovinato un libro molto prezioso e quando il maestro scopre il danno lei trema di paura: non è mai stata punita a scuola e sa che questa volta nessuno le eviterà una grossa dose di bacchettate. Improvvisamente Tom che capisce lo stato d'animo di Becky, si assume la colpa: la punizione per lui che era ancora dolorante per i colpi del giorno precedente è terribile, ma è contento lo stesso, perché ora Becky è ritornata sua amica. |                   |                   |
| 19 | La corsa delle rane 「蛙の戦い」 - kaeru no tatakai | 11 maggio 1980    | 30 novembre 1981  |
| 19 | Charly possiede una rana campione di salto in lungo, ma Tom è convinto di averne trovato un'altra molto migliore e lo sfida. La rana di Tom però non riesce a saltare perché di nascosto Charly l'ha riempita di sassolini. Tom se ne accorge troppo tardi e perde la gara, ma avrà modo di vendicarsi. |                   |                   |
| 20 | Il signor Dobbins ha un segreto 「ドビンズ先生の秘密」 - dobinzu sensei no himitsu | 18 maggio 1980    | 1º dicembre 1981  |
| 20 | Tom scopre per caso che il maestro porta la parrucca e dopo l'ennesima punizione che il signor Dubbins infligge a tutta la classe, vuole trovare un modo per pareggiare i conti. Con Huck escogita quindi una terribile punizione: fare cadere il maestro in una buca piena di fango e togliergli il parrucchino per mostrare a tutti la sua calvizie. Huck decide di apparire come l'unico autore del trabocchetto visto che non frequentando la scuola non può essere punito per la marachella. |                   |                   |
| 21 | L'inizio delle vacanze 「夏休みの始まり」 - natsuyasumi no hajimari | 25 maggio 1980    | 2 dicembre 1981   |
| 21 | Iniziano finalmente le vacanze estive, ma Sid prende gli orecchioni. Tutti sono convinti che anche Tom li prenderà, visto che è certamente stato contagiato dal fratello, ma lui non vuole passare una settimana a letto. Quando un imbonitore arriva in città propagandando una sedicente "acqua della vita" Tom capisce che quella medicina fa per lui. |                   |                   |
| 22 | La medicina del dottor Helman 「病気にならない薬」 - byōki ninaranai kusuri | 1º giugno 1980    | 3 dicembre 1981   |
| 22 | Zia Polly non vuole dare i soldi a Tom per comprare la medicina, che reputa giustamente inutile. Tom è costretto a distribuire la pubblicità dell'"acqua della vita" casa per casa per avere in cambio una bottiglietta del prezioso liquido. Ma l'imbonitore ed il suo socio non sono altro che due truffatori, e dopo aver venduto tutta la merce, fuggono nottetempo aiutati dall'indiano Joe. Alla fine Tom non prenderà gli orecchioni, ma la pseudo-medicina avrà su di lui uno strano effetto lassativo. |                   |                   |
| 23 | Il pesce gatto 「ナマズ釣りの日」 - namazu tsuri no nichi | 15 giugno 1980    | 4 dicembre 1981   |
| 23 | Tom ed Huck vanno a pescare, ma si vuole aggregare anche Becky e Tom, controvoglia, acconsente. Quella che però poteva diventare una giornata disastrosa per via della ragazzina che non aveva mai pescato in vita sua, diventa invece molto divertente. Huck racconta a Becky la sua storia e quella di suo padre, ubriacone e violento, che lo ha abbandonato da tempo. Inoltre, quando Tom non può sentire, le rivela di essergli immensamente riconoscente perché ha un grande cuore ed è solo per Tom che lui è accettato dagli altri ragazzi. Anche Becky ammira molto Tom, che le piace sempre di più. |                   |                   |
| 24 | Huck con la cravatta 「ネクタイをしたハック」 - nekutai woshita hakku | 22 giugno 1980    | 7 dicembre 1981   |
| 24 | Per qualche giorno Kathy, la prozia di Becky, viene ad abitare al villaggio e incuriosita dalla storia di Huck, pensa di adottarlo. Becky e Tom riescono dopo qualche difficoltà a convincere Huck ad incontrare la prozia, senza però rivelargli il vero motivo dell'interesse della donna nei suoi confronti. Quando però Huck scopre che avrebbe dovuto diventare il figlio adottivo di Kathy, scappa terrorizzato: non sarebbe in grado di resistere alla costrizione di indossare dei bei vestiti e di andare a scuola. |                   |                   |
| 25 | Un bambino testardo 「意地っぱり野郎」 - iji ppari yarō | 29 giugno 1980    | 8 dicembre 1981   |
| 25 | Per il suo compleanno, Alfred organizza un party per i suoi compagni di scuola. Alla fine vengono organizzate numerose gare dove lui sfida chiunque voglia battersi con lui, vincendo facilmente su tutti quanti. Tom ricordandosi l'avventura di qualche tempo prima quando lo aveva salvato dall'annegamento perché non sapeva nuotare, lo sfida a chi riesce a rimanere sott'acqua più a lungo trattenendo il respiro. Tom tenta per primo e rimane senza respirare per oltre trenta secondi, ma Alfred, che non ci sta a perdere rischierebbe di annegare se non ci fosse Tom pronto a salvarlo un'altra volta. Becky assiste alla scena e quando Tom la accompagna a casa questa se ne rientra dicendo che gli piace perché è un bravo ragazzo, lasciandolo sbigottito e andandosene senza che egli possa dire una parola. |                   |                   |
| 26 | Lizette l'attrice bambina 「子役のリゼット」 - koyaku no rizetto | 6 luglio 1980     | 9 dicembre 1981   |
| 26 | È arrivata in città una compagnia teatrale e una delle star degli spettacoli è Lizette "l'attrice bambina". Tom vorrebbe assistere alla rappresentazione, ma non sa come procurarsi i 15 cent necessari per il biglietto e ormai in casa nessuno è disposto a prestargli i soldi. |                   |                   |
| 27 | Prima che lo spettacolo inizi 「お芝居の始まるまで」 - o shibai no hajima rumade | 20 luglio 1980    | 10 dicembre 1981  |
| 27 | Lizette trova in Huck un ottimo amico e gli racconta della sua vita: anche lei è senza genitori, che l'hanno venduta al padrone della compagnia. Fa una vita dura, ma in fondo piena di soddisfazioni. Huck trova subito in lei un'affinità che non aveva mai avuto con nessuno e vorrebbe assistere al suo prossimo spettacolo, dedicato principalmente ai bambini, ma non può comprare il biglietto. Per guadagnare i soldi per il biglietto suo e di Huck, Tom è quindi costretto ad aiutare Tom a trasportare vecchi mobili alla lontana casa di una famiglia che vive fuori dal villaggio. Il lavoro prende però più tempo del previsto e ci si mette pure la sfortuna, visto che la ruota del carro che lo stava riportando al villaggio si stacca improvvisamente. Quando la rappresentazione sta per iniziare, Huck vedendo che l'amico non è ancora arrivato, fa di tutto per fermarne l'inizio: vuole che anche Tom possa assistere allo spettacolo, come merita. |                   |                   |
| 28 | Aiutate Lizette 「リゼットを助けろ!」 - rizetto wo tasuke ro! | 27 luglio 1980    | 11 dicembre 1981  |
| 28 | La rappresentazione, fin troppo realistica, ha come protagonista una bambina (Lizette) che vive presso una famiglia che la maltratta continuamente e le nega il cibo. Quando la ragazzina viene venduta ad un losco figuro e lei implora i padroni di ripensarci, e per questo viene punita con la frusta, Huck ormai incapace di distinguere la realtà dalla finzione si precipita sul palco per "salvare" l'amica. Tutti gli altri bambini del pubblico, si precipitano a dare man forte ad Huck e vista la baraonda che ne segue lo spettacolo viene interrotto: nessuno saprà mai come finisce la triste storia di Lizette. Huck si rende conto del disastro che ha commesso, ma stranamente Lizette non è arrabbiata con lui ed anzi, gli promette che il giorno dopo sarebbe andata a trovarlo nella sua casa sull'albero. |                   |                   |
| 29 | Addio, Lizette 「突然のさようなら」 - totsuzen nosayōnara | 3 agosto 1980     | 14 dicembre 1981  |
| 29 | Ad Huck piace molto Lizette e l'affetto è reciproco. Si dà quindi da fare per preparare un pranzo degno dell'amica che lo sarebbe venuta a trovare. Purtroppo durante la notte due attori abbandonano di nascosto la compagnia e lo spettacolo del giorno dopo viene annullato. I pochi attori rimasti devono quindi partire subito per New Orleans ed anche Lizette parte tra tanti rimpianti e senza poter tener fede alla promessa fatta ad Huck, ma promettendogli che un giorno sarebbe tornata per lui. |                   |                   |
| 30 | Il padre di Huck 「ハックの父親」 - hakku no chichioya | 10 agosto 1980    | 15 dicembre 1981  |
| 30 | Il padre di Huck è un alcolizzato violento e da molto tempo è lontano dal villaggio. Dopo violente piogge con la conseguente piena del fiume, Tom ed Huck trovano sulla riva un uomo annegato da parecchi giorni: Tom inizialmente non dice niente all'amico, ma crede di riconoscere nel cadavere ormai sfigurato dalla lunga permanenza in acqua il padre di Huck. Quando però il corpo viene sepolto ed Huck crede ormai di essere diventato orfano, suo padre fa ritorno al villaggio per cercarlo e portarlo con sé. Al ragazzo non rimane che nascondersi fino a quando l'uomo, cercatolo inutilmente per una settimana, se ne va. |                   |                   |
| 31 | Contare stanca 「数を数えろ」 - kazu wo kazoe ro | 17 agosto 1980    | 17 agosto 1982    |
| 31 | Dopo la partenza del padre, Huck ritorna al villaggio il giorno dell'anniversario della morte della madre. Non va mai in chiesa, ma incredibilmente vorrebbe avere una candela ed un candeliere per poter pregare. Tom è molto meravigliato, non avrebbe mai creduto che l'amico potesse sentire il bisogno di pregare, ma decide di aiutarlo. Con un complicato stratagemma e con la complicità di Mary e Sid, riesce a sottrarre da casa per qualche giorno uno dei preziosi candelieri d'argento della zia. |                   |                   |
| 32 | Ho trovato l'oro! 「黄金を見つけた!」 - ōgon wo mitsu keta! | 24 agosto 1980    | 16 dicembre 1981  |
| 32 | Tom trova per caso nel fiume una piccola quantità d'oro. Vorrebbe mantenere il segreto e cercarne dell'altro di nascosto, ma la notizia si diffonde in un attimo e tutto il villaggio per tre giorni è percorso da una improvvisa febbre dell'oro. Tutti cercano il prezioso metallo, compreso l'indiano Joe, ma inutilmente. |                   |                   |
| 33 | Fuga verso la libertà 「自由に向かって逃げろ」 - jiyū ni muka tte nige ro | 7 settembre 1980  | 17 dicembre 1981  |
| 33 | Gregory è uno schiavo che dopo essere stato frustato con una catena, decide di fuggire dalla fattoria in cui è costretto a lavorare. È inseguito e ferito e si rivolge al suo vecchio amico Jim, che lo nasconde ed organizza un finto funerale per fare credere a tutti che il fuggitivo è rimasto ucciso. Con l'aiuto di Tom che ha costruito una zattera facendo credere agli amici che avrebbero poi giocato ai pirati, Gregory nottetempo riuscirà a fuggire sul fiume. |                   |                   |
| 34 | Un uomo venuto dal cielo 「天から降ってきた男」 - ten kara futte kita otoko | 14 settembre 1980 | 18 dicembre 1981  |
| 34 | Mary va a lavorare come infermiera dal dottor Mitchell, che però ha seri problemi di alcol ed ha ormai perso gran parte dei suoi clienti, che preferiscono farsi curare dal giovane dottor Robinson. Intanto dal cielo sta arrivando un oggetto straordinario, un pallone aerostatico che getta lo scompiglio fra i terrorizzati abitanti del villaggio, che mai avevano visto una cosa simile. |                   |                   |
| 35 | Voglio volare 「空を飛びたい」 - sora wo tobi tai | 21 settembre 1980 | 23 agosto 1982    |
| 35 | Il pallone è dell'esercito degli Stati Uniti di stanza a Chicago: la mattina aveva rotto gli ormeggi ed aveva viaggiato per ore alla deriva, trasportando con sé Arthur O'Connor, il tecnico che se ne stava prendendo cura. Con l'aiuto di Tom ed Huck, Arthur riesce fortunosamente ad atterrare, ma cade malamente ed è costretto ad andare dal dottor Mitchell per curarsi le ferite, mentre i due ragazzi stanno a guardia del pallone. Nell'ambulatorio incontra Mary e quando Arthur le racconta di aver conosciuto il cugino, la ragazza lo invita a cena a casa sua. Tom è molto incuriosito dal pallone e vorrebbe riparare i lievi danni che ha avuto nell'atterraggio, per poter volare. |                   |                   |
| 36 | Aggiustiamo il pallone 「気球を直そう」 - kikyū wo naoso u | 28 settembre 1980 | 24 agosto 1982    |
| 36 | Fra Arthur e Mary forse sta nascendo qualcosa di più profondo di una semplice amicizia e la ragazza è triste perché di lì a pochi giorni arriverà l'esercito a recuperare il pallone ed Arthur dovrà partire per Chicago. Il giorno dopo Arthur comincia a gonfiare il pallone e Tom lo aiuta volentieri per poter coronare il sogno di volare, ma per l'ostilità degli abitanti del villaggio, ancora impauriti dallo strano oggetto, le operazioni sono presto sospese. |                   |                   |
| 37 | Panorama dal cielo 「空からの眺め」 - aka rano nagame | 5 ottobre 1980    | 21 dicembre 1981  |
| 37 | Ormai i soldati stanno arrivando per riportare il pallone a Chicago e Mary ed Arthur sono sempre più sconsolati, perché il momento della loro separazione si avvicina. Durante la notte, Tom ed Huck con l'aiuto di Becky, gonfiano il pallone e la mattina riescono a salirgli sopra e a volare nonostante il disperato tentativo di Arthor per impedirglielo. Dall'alto Tom, sempre più affascinato dal volo, vede il villaggio e il fiume, ma scorge in lontananza i soldati che stanno arrivando: ormai è tempo di scendere. È il momento degli addii, ma Arthur promette a Mary che sarebbe ritornato. |                   |                   |
| 38 | Un terribile incidente 「おそろしい出来事」 - osoroshii dekigoto | 12 ottobre 1980   | 22 dicembre 1981  |
| 38 | Tom vuole dimostrare a Becky di essere coraggioso e convince Huck a seguirlo quella notte nella terribile "casa degli spettri", una vecchia casa diroccata ai margini del villaggio, dopo il cimitero. Mentre di notte stanno attraversando il cimitero per raggiungere la loro meta, scorgono il dottor Robinson, Muff Potter e l'indiano Joe in procinto di dissotterrare un cadavere, che sarebbe servito al medico per studiare meglio la malattia che lo aveva ucciso. Ma tra i tre uomini scoppia improvvisamente una lite per via del compenso troppo esiguo a parere di Joe e di Muff e sotto gli occhi terrorizzati dei due bambini, nascosti lì vicino, l'indiano Joe accoltella a morte il dottore. Muff è completamente ubriaco, come suo solito e per l'indiano Joe è facile fargli credere di essere lui il colpevole dell'uccisione. Solo Tom ed Huck a questo punto conoscono la verità, ma i due ragazzi, terrorizzati, giurano solennemente firmando col sangue, che non avrebbero mai svelato a nessuno la verità: la paura della sicura vendetta dell'indiano Joe era troppo forte. |                   |                   |
| 39 | I rimorsi di coscienza 「良心の痛み」 - ryōshin no itami | 19 ottobre 1980   | 27 agosto 1982    |
| 39 | Muff Potter viene arrestato ed accusato di omicidio. Tom ed Huck sono terrorizzati (Tom ormai non riesce più a mangiare e a dormire). Hanno giurato di non parlare, ma la loro coscienza non dà loro tregua. |                   |                   |
| 40 | Il processo di Muff Potter 「マフ・ポッターの裁判」 - mafu. potta no saiban | 26 ottobre 1980   | 23 dicembre 1981  |
| 40 | Tom coraggiosamente va a testimoniare al processo e dice la verità. Muff viene scagionato, ma l'indiano Joe riesce a fuggire e i ragazzi iniziano a temere il peggio per la loro incolumità. |                   |                   |
| 41 | Dov'è andato l'indiano Joe? 「インジャン・ジョーの行方」 - injan. jo no namegata | 2 novembre 1980   | 24 dicembre 1981  |
| 41 | Arriva al villaggio l'investigatore Pinkenton per scoprire dove si possa essere nascosto l'indiano Joe, ma senza successo. Becky deve partire da sola per qualche giorno per fare visita ad una parente a Sant Luis ed anche Tom, che riceve l'incarico da parte della zia Polly di recarsi dalla lontana zia Sally per portarle degli importanti documenti, scopre con piacere che farà una parte del viaggio in battello con l'amica. |                   |                   |
| 42 | Un allegro viaggio in barca 「楽しい船の旅」 - tanoshi i fune no tabi | 9 novembre 1980   | 25 dicembre 1981  |
| 42 | Tom e Becky partono col battello, ma anche Huck si è nascosto sulla nave per sfuggire al padre che è ritornato di nuovo per cercarlo. Con i loro risparmi Tom e Becky riescono a comprare un biglietto anche per Huck, che quindi potrà fare tranquillamente il viaggio assieme a Tom ed accompagnarlo fino a casa della zia Sally. |                   |                   |
| 43 | Ho visto un cavallo bianco 「白い馬を見た」 - shiroi uma wo mita | 16 novembre 1980  | 28 dicembre 1981  |
| 43 | Quando Tom arriva dalla zia, dal momento che non è sicuro di come Huck sarebbe stato accolto, fa credere che l'amico sia invece il fratellino Sid. Il giorno dopo Tom sale per la prima volta a cavallo, e durante la sua maldestra cavalcata solitaria si imbatte in un meraviglioso cavallo bianco. |                   |                   |
| 44 | La cattura di Lampo 「稲妻をつかまえろ」 - inaduma wotsukamaero | 23 novembre 1980  | 29 dicembre 1981  |
| 44 | Lo zio Simus vuole catturare "Lampo", il cavallo bianco, anche se la figlia Benny, cugina di Tom, in segreto spera che il cavallo sfugga alla cattura. Dopo un lungo appostamento il cavallo viene però catturato. |                   |                   |
| 45 | Addio, cavallo bianco 「さらば白馬よ」 - saraba hakuba yo | 30 novembre 1980  | 8 settembre 1982  |
| 45 | Benny, Tom ed Huck riescono a fare fuggire Lampo. Lo zio finalmente capisce che è giusto che il cavallo resti libero e rinuncia a catturarlo di nuovo. Dopo tre giorni Tom ed Huck riprendono la strada di casa e a Sant Luis incontrano di nuovo Becky che sta partendo anche lei col battello per ritornare a casa. Durante il viaggio di ritorno, Tom e Becky, nascondendosi da Huck, avranno finalmente occasione di rimanere un po' da soli. |                   |                   |
| 46 | Nella casa stregata 「化物屋敷で」 - bakemono yashiki de | 7 dicembre 1980   | 30 dicembre 1981  |
| 46 | Dopo la brutta avventura al cimitero, Tom ed Huck decidono di nuovo di perlustrare la "casa degli spettri", ma scoprono con terrore che è diventata un rifugio per l'indiano Joe ed un suo complice. Mentre lo osservano di nascosto, lo vedono trovare e dissotterrare il famoso tesoro dei pirati, che all'inizio dell'estate anche Tom aveva cercato e che era stato sepolto proprio nei pressi della casa. |                   |                   |
| 47 | La grotta di McDugal 「マクドウガルの洞窟」 - makudōgaru no dōkutsu | 14 dicembre 1980  | 31 dicembre 1981  |
| 47 | Prima dell'inizio della scuola viene organizzato un picnic tra tutti gli scolari. Tom e Becky approfittano per eludere la sorveglianza ed andare a perlustrare la famosa grotta di "Mac Dugal". Purtroppo si addentrano troppo e perdono la strada: Tom è disperato, ma non può farlo vedere a Becky e si fa forza, sperando che da fuori, accorgendosi della loro assenza, qualcuno li venga a cercare. Quando ormai ogni speranza di ritornare fuori sembrava perduta, Tom scorge l'indiano Joe che sta scavando in un anfratto della grotta. |                   |                   |
| 48 | L'indiano Joe muore 「インジャン・ジョーの最後」 - injan. jo no saigo | 21 dicembre 1980  | 1º gennaio 1982   |
| 48 | Le ricerche dei due ragazzi sono iniziate e lo sceriffo si sta addentrando nella caverna. Tom e Becky tentano di sfuggire all'indiano Joe, ma lui li scopre. Tom è convinto che l'indiano Joe si sarebbe vendicato di lui per averlo accusato dell'omicidio del dottor Robinson, ma stranamente l'uomo si allontana senza fare del male ai due ragazzi. Sopraggiunge lo sceriffo che porta in salvo gli stremati Tom e Becky. L'indiano Joe nella fuga, precipita in un fiume sotterraneo e muore. L'avventura sembra finita, ma Tom il giorno dopo si reca di nascosto assieme ad Huck nella grotta per disseppellire il tesoro dei pirati che l'indiano Joe aveva sotterrato. |                   |                   |
| 49 | La fine vergognosa 「格好のわるい終りかた」 - kakkō nowarui owari kata | 28 dicembre 1980  | 15 settembre 1982 |
| 49 | Ora i due amici sono incredibilmente ricchi e Huck, che ha bisogno di un tutore per amministrare il suo patrimonio, viene adottato dalla vedova Duglas. Huck ha nostalgia della vita semplice che conduceva prima, infatti ora deve lavarsi e vestirsi con abiti puliti. Con l'inizio della scuola Tom e Huck decidono di lasciare stare per un po' le belle avventure, ciononostante non hanno ancora voglia di studiare e, stando disattenti in classe, ricevono una buona dose di frustate anche dalla nuova insegnante. |                   |                   |